# Nikon FA
Le Nikon FA est le premier appareil photographique reflex avec contrôle matriciel de l'exposition, et a été fabriqué de 1983 à 1988. Il apporte de nombreuses nouveautés et avancées par rapport à la concurrence (voir ci-après) :

## Principales caractéristiques
- Vitesse d'obturation 1/4000 s (les concurrents sont au 2000e)
- Synchro flash au 1/250 s (les concurrents sont au 100e ou 125e)
- Mode manuel, priorité ouverture, priorité vitesse (avec possibilité d'imposer une ouverture maximum) et mode programme (avec sélection des vitesses hautes pour les téléobjectifs AI-S)
- Mesure AMP sur 5 zones (nouveauté) et optimisation de l'exposition par comparaison avec des scènes "type" pré-enregistrées
- Mesure TTL au flash

## Accessoires
- Verre de visée quadrillé ; verre poli sans quadrillage, dos dateur
- Moteur